# Polanowice (województwo opolskie)
Polanowice (niem. Polanowitz, 1936-45 Kornfelde) – wieś w Polsce, położona w województwie opolskim, w powiecie kluczborskim, w gminie Byczyna.
W latach 1975–1998 miejscowość położona była w województwie opolskim.

## Nazwa
Nazwa miejscowości notowana była w formach Polanowicz (ok. 1300), Polanowicz (1318), Polanowitz (1383), Polanowicz (1488), Polannowitz (1651-52), Polanowitz (1666), Polanowitz (1743), Polanowitz (1783), Polanowitz, Polanowice (1845). Utworzona została od nazwy osobowej Polan przez dodanie sufiksu -owice. Nazwa została zniemczona jako Polanowitz. W latach 1936–45 miejscowość funkcjonowała pod niemiecką nazwą Kornfelde, nadaną przez administrację hitlerowską.
| SIMC    | Nazwa   | Rodzaj     |
| ------- | ------- | ---------- |
| 0492470 | Brzózki | przysiółek |

## Zabytki
Do wojewódzkiego rejestru zabytków wpisany jest:
- zespół kościoła parafialnego, z l. 1912-13:
  - kościół parafialny pw. Nawiedzenia Najświętszej Marii Panny, wybudowany w latach 20. XX wieku
  - cmentarz kościelny
  - ogrodzenie, mur kamienny

inne zabytki:
- pałac znajduje się w centralnej części miejscowości. Obiekt był kilkakrotnie przebudowywany w latach 1872 i 1912. Początkowo obiekt należał do Karla vot Rittberga, po czym przeszedł w ręce Wandy Korn z domu Rudolphi. W latach 1911–1945 wieś była własnością rodziny Rudolphi.